# 康納·麥克金
康納·麥克金（Conor McGinn，1984年7月31日—）是一位英格蘭政治人物，他的黨籍是工黨。自2015年開始，他擔任北聖海倫斯選區選出的英國下議院議員。